# Tom Soares
Thomas James "Tom" Soares, född 10 juli 1986 i Reading, är en engelsk fotbollsspelare av barbadisk härkomst som för närvarande spelar i Stevenage i League One. Han spelar som mittfältare. Hans bror Louie är också fotbollsspelare, i Hayes & Yeading United och för Barbados landslag.
Han har även spelat 4 matcher för Englands U21-landslag.